# Világosi Gábor
Világosi Gábor (Devecser, 1956. január 12. –) magyar jogász, politikus, 2004 és 2010 között az Országgyűlés alelnöke, az SZDSZ alapító tagja.

## Élete
1974-ben a Pannonhalmi Bencés Gimnáziumban érettségizett. 1980-ban a pécsi Janus Pannonius Tudományegyetemen szerzett jogi diplomát, majd azonnal a Közép-dunántúli Vízügyi Igazgatóság jogi előadója lett. 1984-ben tette le jogtanácsosi szakvizsgáját.
1983. októbertől a mezőszentgyörgyi Alkotmány Mezőgazdasági Termelőszövetkezet, 1989. januártól pedig már a Fehérvár Áruház jogtanácsosaként dolgozott. 1990-től Székesfehérváron a 10. sz. ügyvédi munkaközösségben dolgozott, majd egy ügyvédi iroda tagja. 1994–1998 között a MOB tagja, emellett 1995-1998 között a Velencei-tavi Térségi Tanács társelnöke.
1982 óta nős, felesége Szentiványi Klára tanárnő, gyermekei Gabriella (1984), Dóra (1986), Márton (1991), Mihály (1996).

## Politikai pályája
1989 májusában Székesfehérváron az SZDSZ egyik alapító tagja volt. Egy évig városi ügyvivő, majd 1998-ban a párt jószolgálati és etikai bizottsága, 1999. júniusban a Fejér megyei választmány elnöke lett.
1990-től országgyűlési képviselő (1990, 1998, 2002: országos lista; 1994: Fejér megye 2. számú egyéni választókerülete). 1998. júniustól az Országgyűlés jegyzője, szeptembertől frakcióvezető-helyettes.
1998–2002 között a Fejér megyei Közgyűlés tagja. 2002 szeptembertől ismét frakciója helyettes vezetője. 2002 májusától 2004 szeptemberéig az Országgyűlés jegyzője. 2002 októberében mandátumot szerzett a székesfehérvári közgyűlésben is, ahol megbízták a sportbizottság irányításával. 2004. október 16-án az Országgyűlés alelnökévé választották.
A 2006. évi országgyűlési választáson országos listán szerzett mandátumot. Az Országgyűlés alakuló ülésén, 2006. május 16-án ismét a törvényhozás egyik alelnökévé választották. 2006. május 30-ától a sport- és turisztikai bizottság tagja. A 2010-es országgyűlési választáson nem indult, majd a választás utáni pártrevízió során nem újította meg párttagságát.
Az 1994–1998-as ciklusban a Belügyminisztérium politikai államtitkára. A menekültügyi és migrációs politikáért, az idegenrendészet felügyeletével összefüggő teendőkért volt felelős, továbbá a tűzoltóság szervezeti átalakulásával, irányításával kapcsolatos feladatot hajtott végre.